# Tripzeef

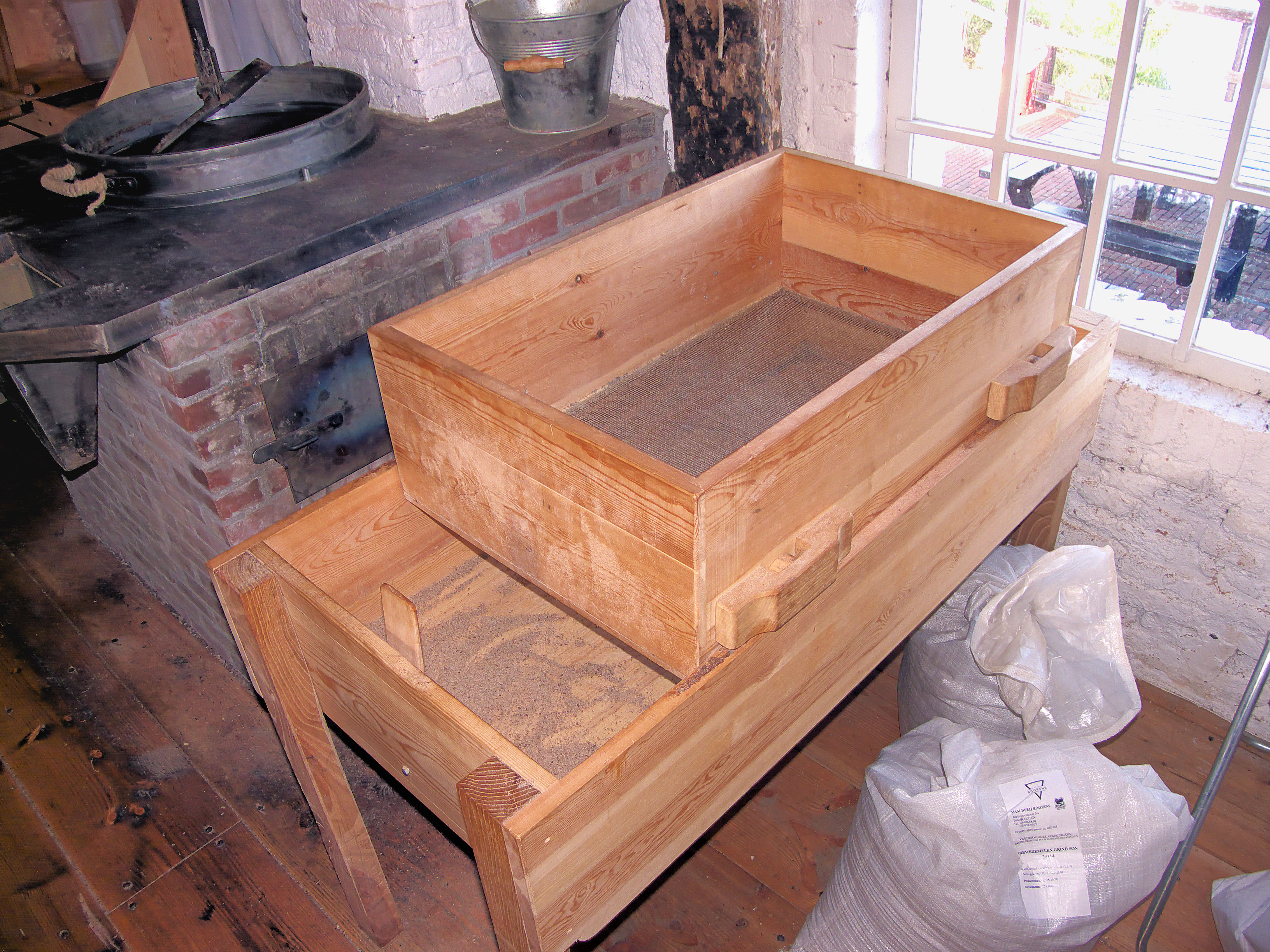
Tripzeef

Een tripzeef is een zeef die op een oliemolen gebruikt wordt voor het zeven van de fijngestampte oliekoeken uit de voorslag, waarna het gezeefde meel in de naslag nogmaals wordt uitgeperst. De zeef staat met wieltjes op een onderstel met opvangbak. De zeef wordt hierover heen en weer bewogen en stoot daarbij tegen opstaande latten aan de voor en achterkant van de opvangbak, waardoor het meel door de zeef valt. Wat op de zeef blijft liggen gaat opnieuw de stamperpot in. 